# 野々村仁清
野々村 仁清（ののむら にんせい、生没年不詳）は、江戸時代前期の陶工である。通称：清右衛門（せいえもん）。17世紀の人物である。

## 経歴

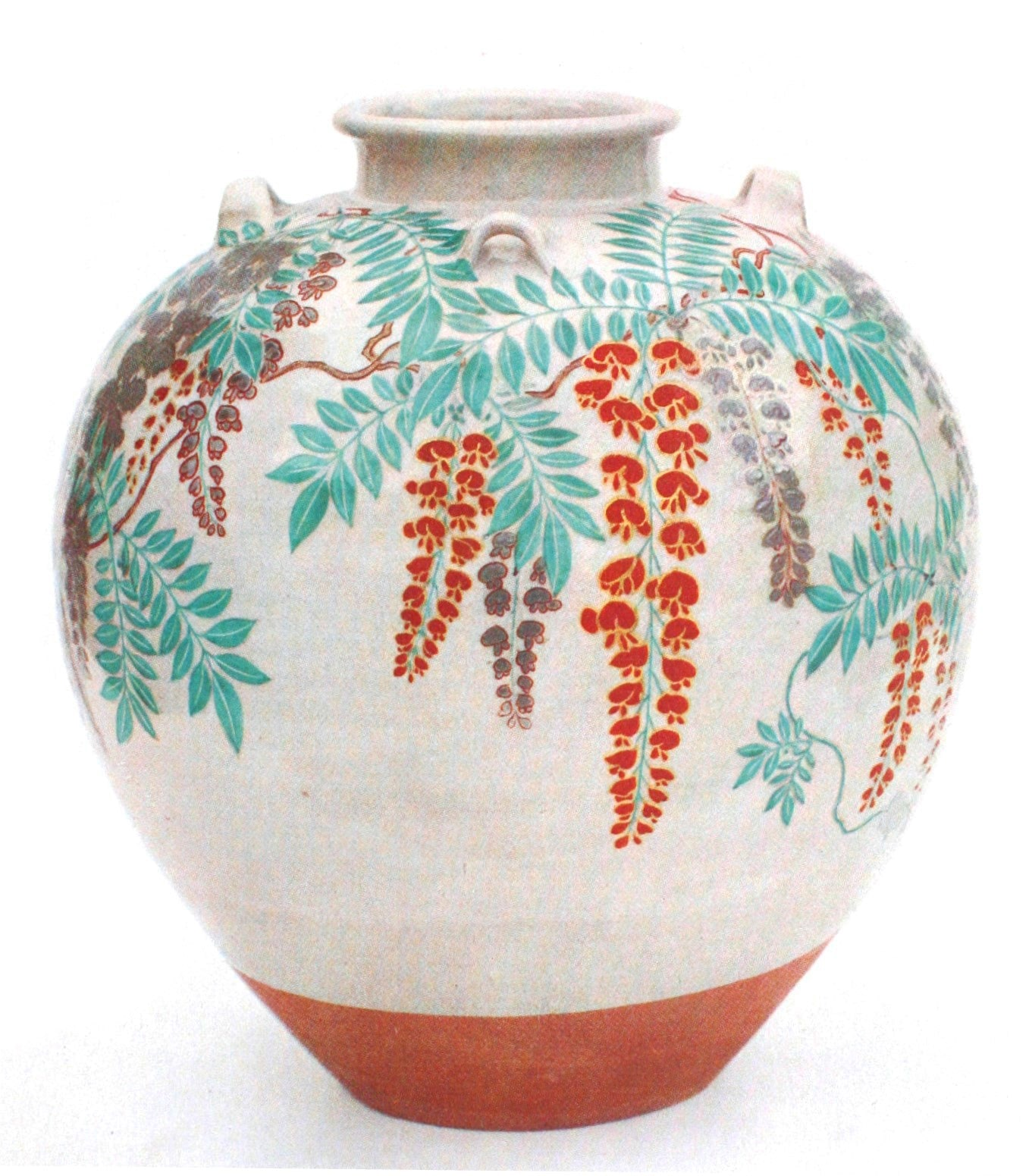
色絵藤花茶壺（国宝）MOA美術館

京焼色絵陶器を完成させた陶工と言われている。丹波国桑田郡野々村（現在の京都府南丹市美山町大野）の生まれ。若い頃は粟田口や瀬戸で陶芸の修業をしたといわれ、のち京都に戻り、正保年間（1644年 - 1648年）頃仁和寺の門前に御室窯（おむろがま）を開いた。
中世以前の陶工は無名の職人にすぎなかったが、仁清は自分の作品に「仁清」の印を捺し、これが自分の作品であることを宣言した。そうした意味で、仁清は近代的な意味での「作家」「芸術家」としての意識をもった最初期の陶工であるといえよう。仁清の号は、仁和寺の「仁」と清右衛門の「清」の字を一字取り門跡より拝領したと伝えられている。仁清は特に轆轤（ろくろ）の技に優れたと言われ、現存する茶壺などを見ても、大振りの作品を破綻なく均一な薄さに挽きあげる轆轤技には感嘆させられる。また、有名な「色絵雉香炉」や「法螺貝形香炉」のような彫塑的な作品にも優れている。現存する仁清作の茶壺は、立体的な器面という画面を生かし、金彩・銀彩を交えた色絵で華麗な絵画的装飾を施している。この色絵茶壷（MOA美術館所蔵）など、代表的な作品は、茶道を好んだ大名佐々木京極家により江戸初期より収集され、明治には、三井家に伝来したものが数多くある。

## 代表作

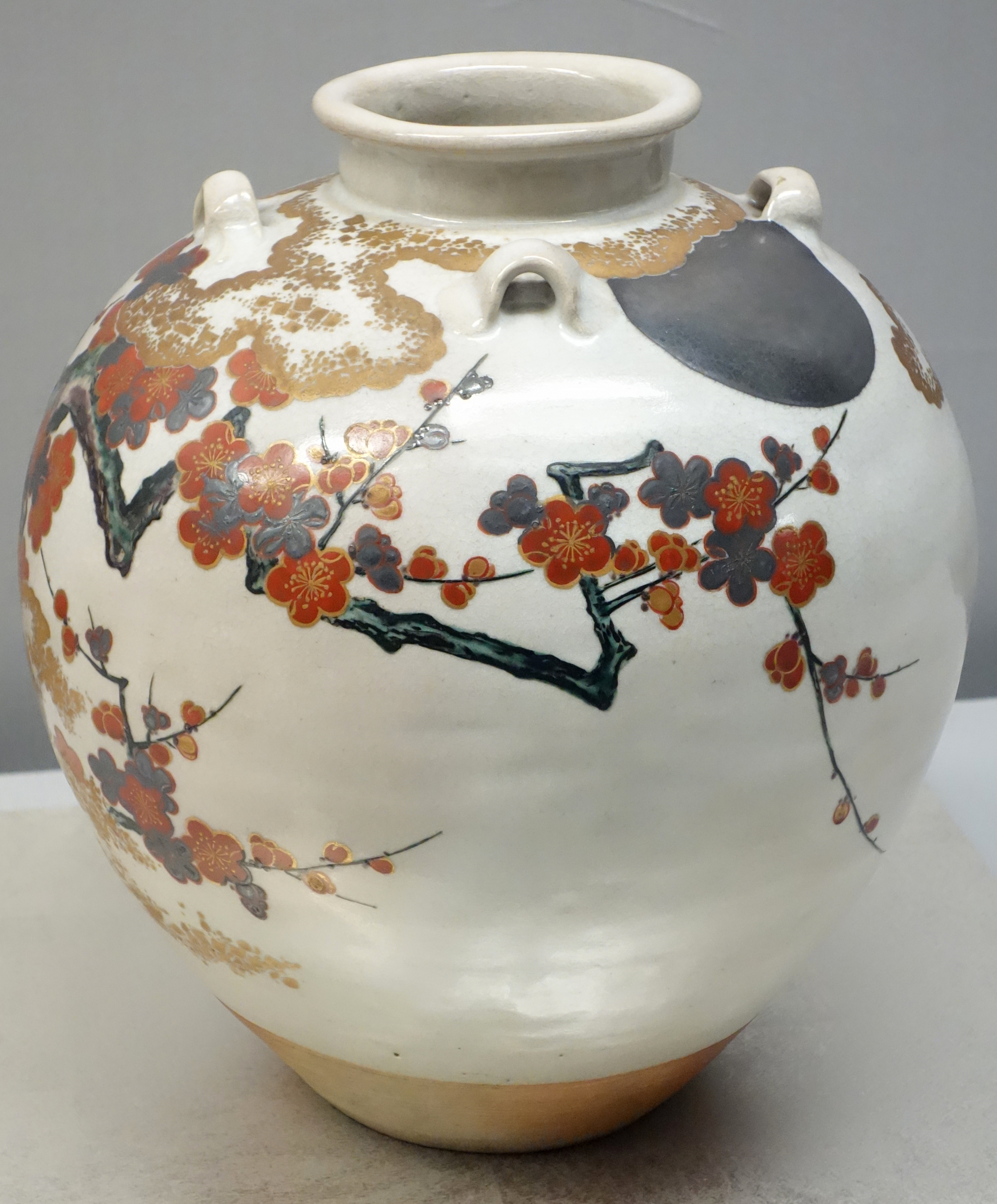
色絵月梅図茶壺（重要文化財）東京国立博物館

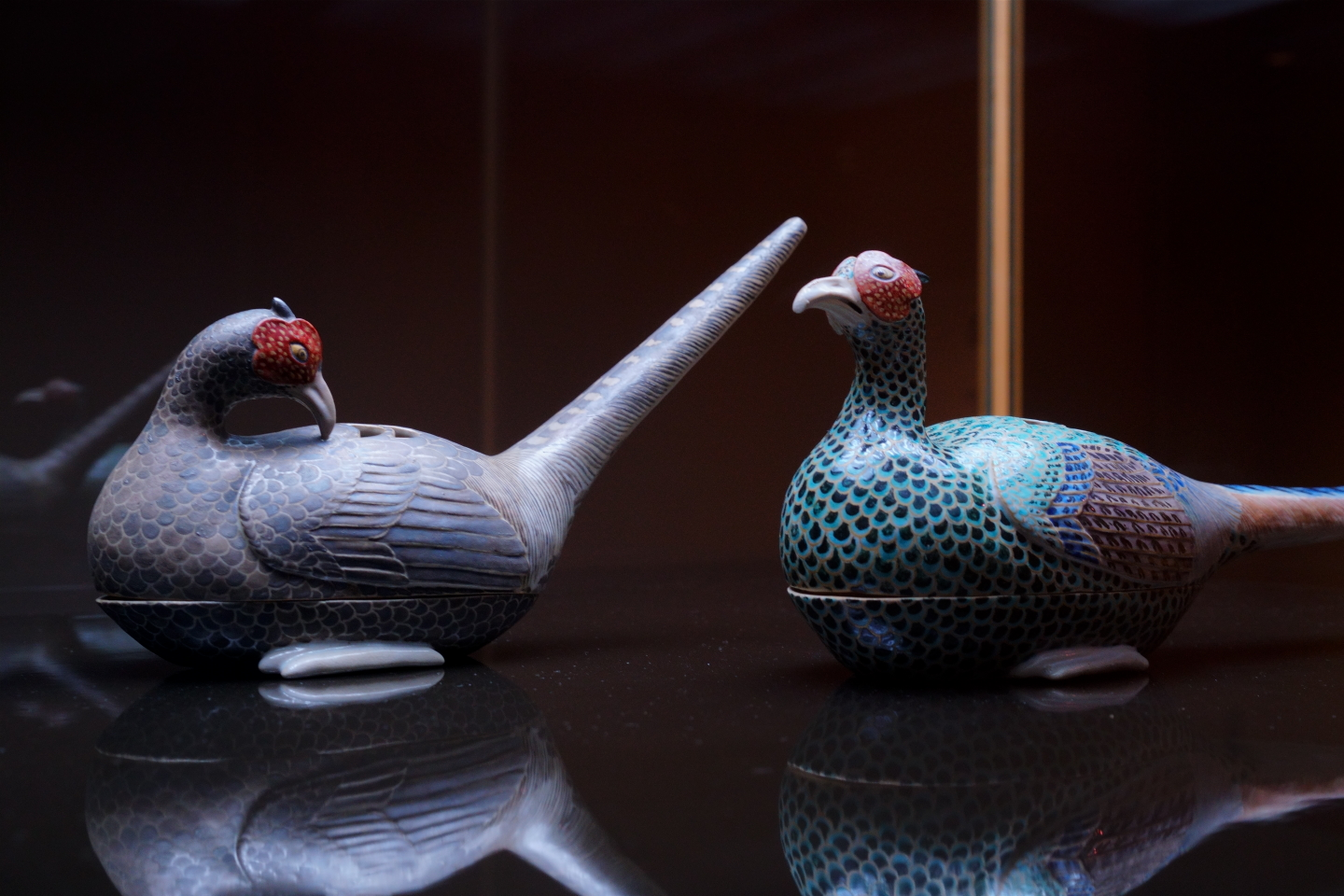
『色絵雉香炉』『色絵雌雉香炉』石川県立美術館

### 国宝
- 色絵雉香炉、石川県立美術館
- 色絵藤花図茶壺、MOA美術館

### 重要文化財
- 色絵雌雉香炉、石川県立美術館
- 色絵梅花図茶壺、石川県立美術館
- 色絵金銀菱文茶碗、MOA美術館
- 色絵輪宝羯磨文香炉、藤田美術館
- 色絵輪宝羯磨文香炉、岡田美術館
- 色絵鱗波文茶碗、北村美術館
- 色絵瓔珞文花生、仁和寺霊宝館
- 銹絵水仙文茶碗、京都・天寧寺
- 古清水色絵蓮華式香炉、京都・法金剛院 京都国立博物館寄託
- 色絵釘隠 21個、京都国立博物館 伝仁清
- 色絵月梅図茶壺、東京国立博物館
- 色絵牡丹文水指、東京国立博物館
- 色絵芥子文茶壺、出光美術館
- 色絵鳳凰文共蓋壺、出光美術館
- 色絵山寺図茶壺、根津美術館
- 色絵法螺貝形香炉、静嘉堂文庫美術館
- 色絵法螺貝形香炉、大阪・法人蔵
- 色絵吉野山図茶壺、静嘉堂文庫美術館
- 色絵吉野山図茶壺、福岡市美術館
- 色絵若松図茶壺、文化庁

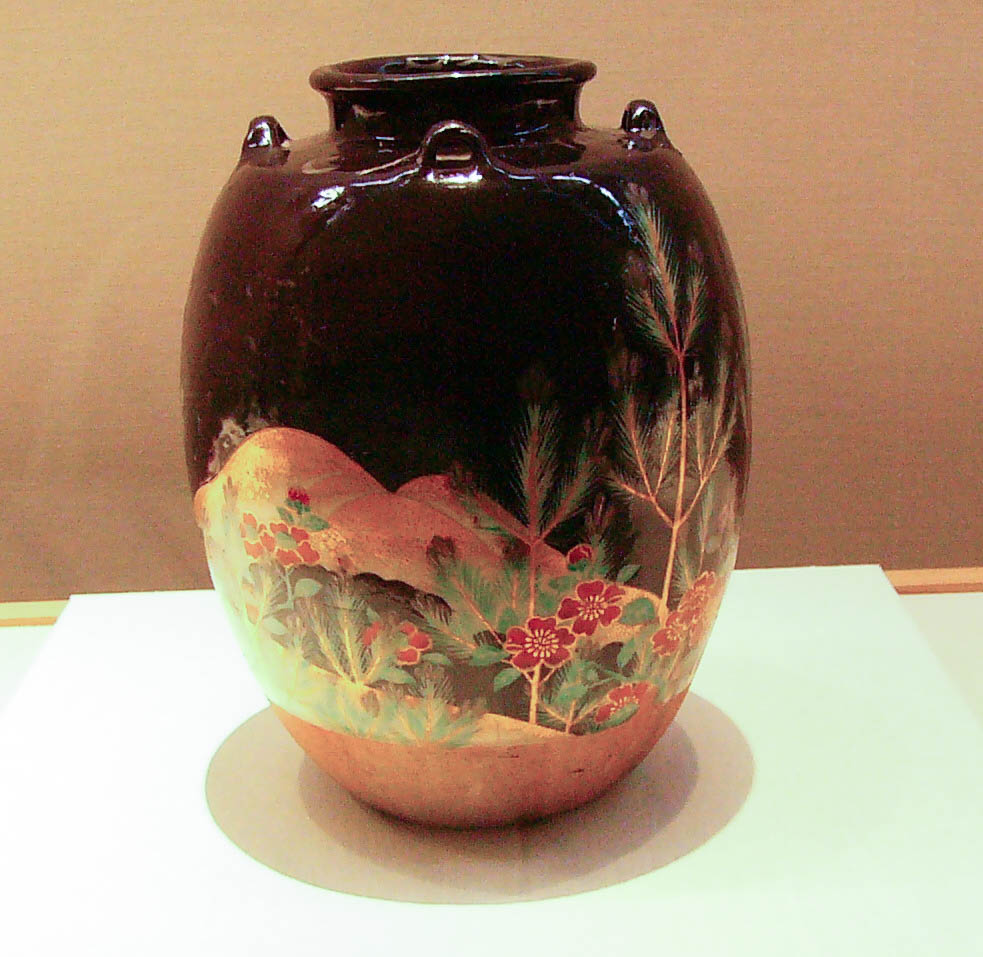
色絵若松図茶壺（重要文化財）文化庁
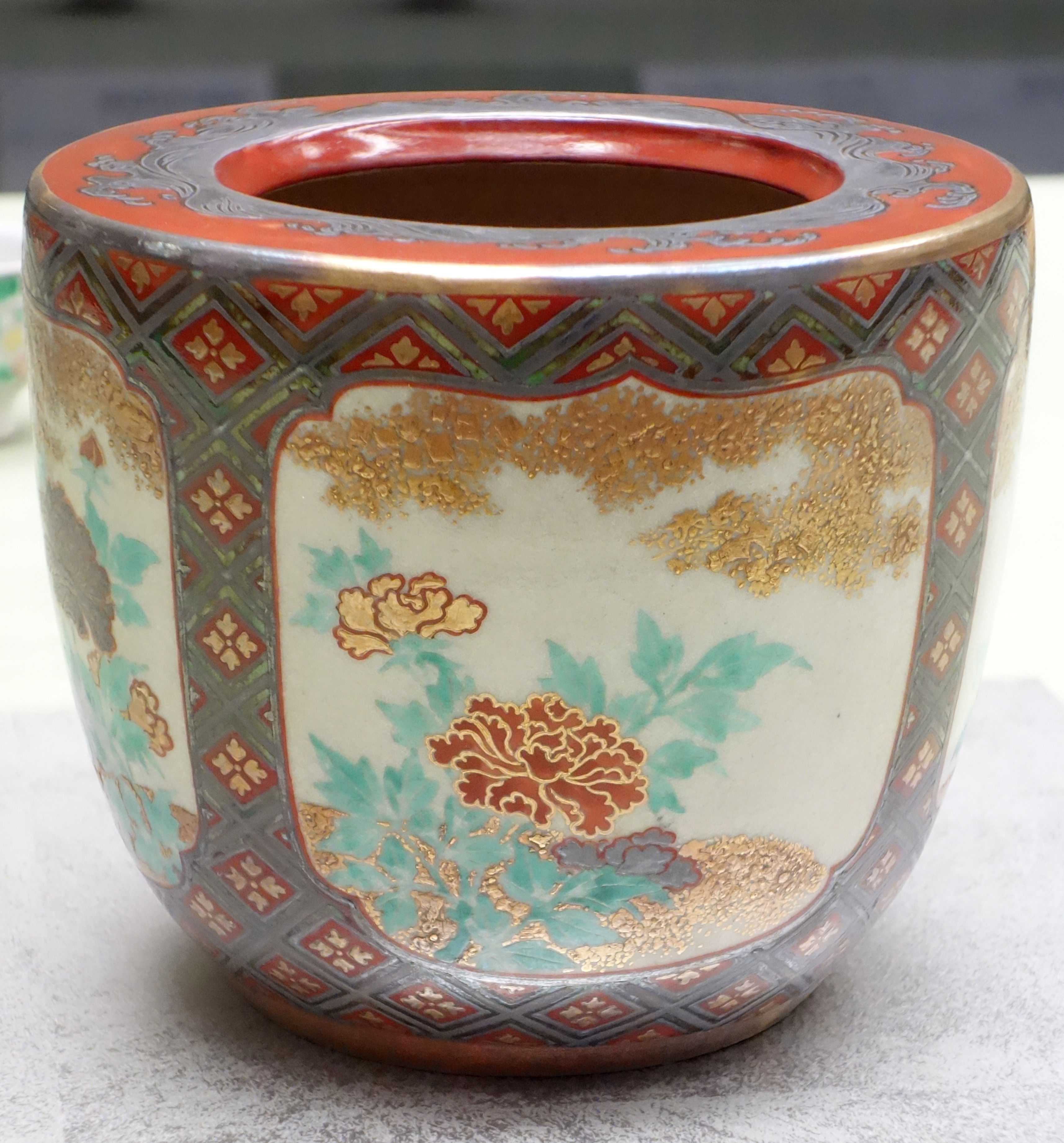
色絵牡丹文水指（重要文化財）東京国立博物館
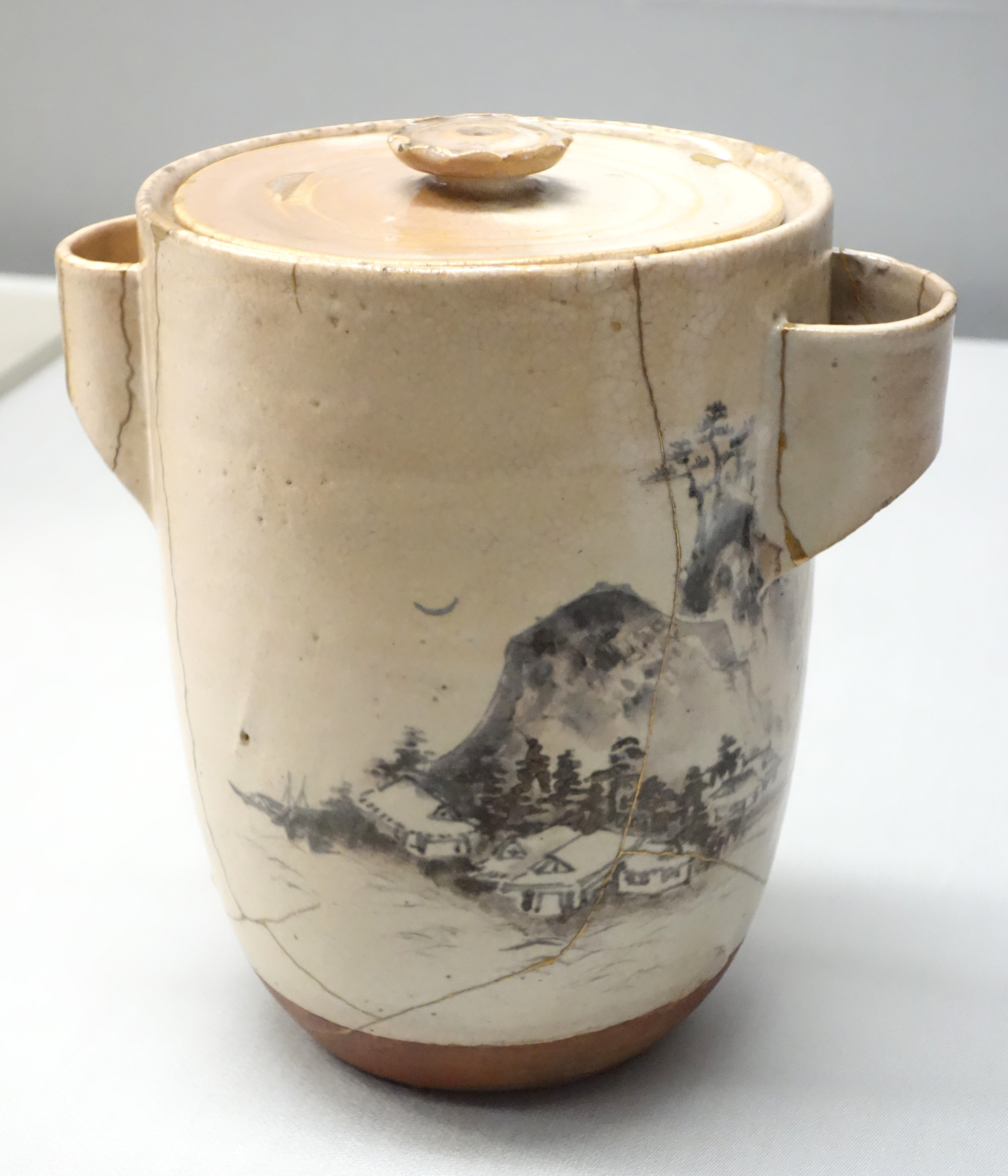
銹絵山水図水指 東京国立博物館
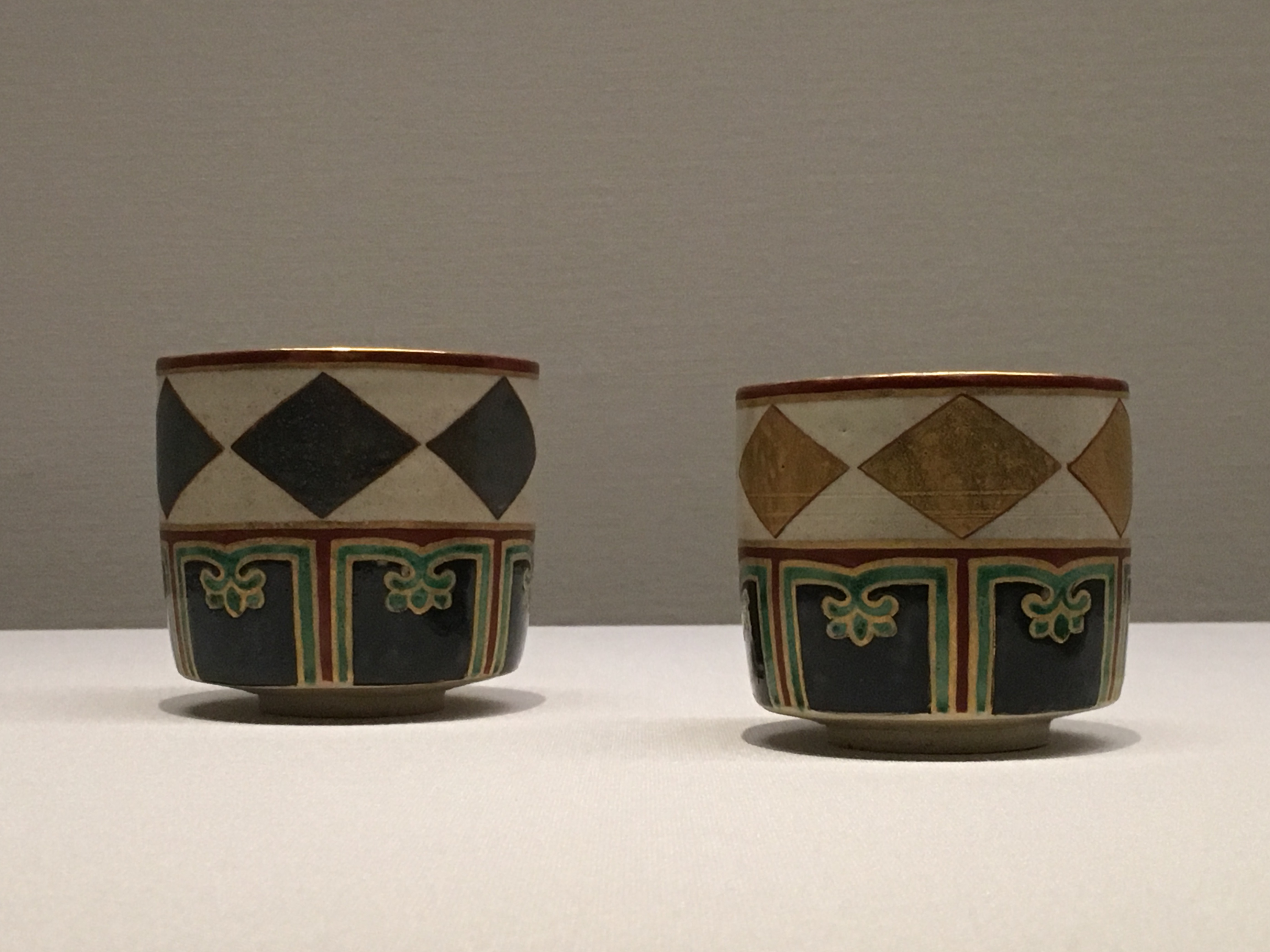
色絵金銀菱文茶碗（重要文化財） MOA美術館
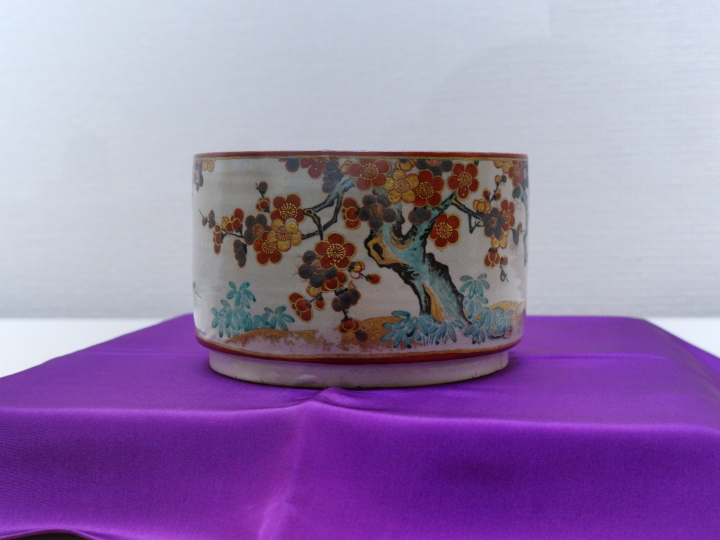
色絵梅花図平水指（重要文化財） 石川県立美術館

## 参考資料
- 林屋晴三『日本の美術138 仁清』至文堂、1977年
- 岡佳子『国宝仁清の謎』角川書店《角川叢書》、2001年
- 中島誠之助著「鑑定の入り口　やきもの百科」淡交社、2009年12月12日
- 吉岡康暢著「文化財探訪クラブ⑩ 陶磁器の世界」山川出版社、2001年8月20日